# Vrah policistů
Vrah policistů (švédsky Polismördaren) je devátým dílem z desetidílné série Románů o zločinu s hlavním hrdinou, policejním komisařem Martinem Beckem od švédské autorské dvojice Maj Sjöwallová – Per Wahlöö. Ve Švédsku byla kniha poprvé vydána v roce 1973, český překlad vyšel o deset let později.

## Děj
Hlavní hrdina románu, kterým je stejně jako všech dalších dílech série komisař Martin Beck ze stockholmské kriminálky, je povolán do malého městečka Anderslöv v kraji Skåne v jižním Švédsku. Je zde pohřešována osmatřicetiletá Sigbrid Mårdová a policie se domnívá, že by mohla být zavražděna. Důvodem, proč se o případ v odlehlém kraji zajímají detektivové z hlavního města, je fakt, že nejbližším sousedem pohřešované ženy je Folke Bengtsson, který před devíti lety znásilnil a zavraždil americkou turistku Roseannu McGrawovou.
Později náhodní turisté naleznou tělo zmizelé ženy v bažině nedaleko Anderslövu. Je zřejmé, že byla zavražděna a vystavena sexuálnímu násilí podobně jako Rosseana. Tato skutečnost samozřejmě zesiluje podezření proti Folkemu Bengtssonovi, svědkové navíc potvrzují, že ho viděli se Sigbrid hovořit bezprostředně před jejím zmizením. Bengtsson se při výsleších chová velmi pdobně jako před devíti lety v případu Roseanna, tvrdošíjně trvá na své nevině a přizná jen to, co je mu dokázáno.
Neoblíbený náměstek Malm z hlavní policejní správy tlačí na Becka, aby Bengtssona zatkl, ten to skutečně udělá, ale uvědomuje si, že důkazy jsou velmi chabé. Podezřelý je také bývalý manžel zavražděné, námořní kapitán Bertil Mård. Folke Bengtsson vypověděl, že Mårda několikrát viděl, jak přijel Sigbrit navštívit v béžovém Volvu, ten to však popírá.
Poté však dojde k události, která obrátí zájem veřejnosti i vedení policie jiným směrem. Při přestřelce se zloději je zabit uniformovaný policista a dva jeho kolegové jsou těžce zraněni. Většina policejních sil je napřímena k dopadení „vraha policistů“, mladého zlodějíčka Ronnieho Kasparssona. Jeho náhodný kumpán, který policisty postřelil, byl zabit. Kasparsson, který nikdy nedržel zbraň v ruce, je v novinách vykreslen jako nemilosrdný vrah. Lennart Kollberg, nejbližší přítel a kolega Martina Becka, který dosud spolupracoval na případu vraždy Sigbrit Mårdové, je též povolán k pátrání.
Martin Beck najde v Sigbridině pozůstalosti deník, ve kterém se objevuje v nepravidelných intervalech písmeno „K“. Příliš pozdě si uvědomuje, že onen muž v béžovém Volvu nebyl kapitán Mård, a že se v milostném životě Sigbrit Mårdové objevoval ještě někdo další.
Když pak Ronnie Kaspersson při svém útěku ukradne béžové Volvo, tak se oba do té doby nesouvisející případy protnou a usvědčení pachatele je již jen otázkou času.

## Postavy a jejich vývoj
- Poprvé v sérii románů o zločinu se objevuje postava Herrgotta Nöjda. Tento venkovský policista z Anderslövu je svou důkladnou znalostí prostředí významným Beckovým pomocníkem při pátrání. Postupem času se oba muži spřátelí.

- Folke Bengtsson, usvědčený vrah z románu Roseanna je opět podezřelý ze sexuálně motivované vraždy.

- Setkáváme se i s novinářem Åke Bomanem, který při rvačce zabil svého kolegu ve třetím románu Muž, který se vypařil.

- Lennart Kollberg, znechucený poměry u Švédské policie, podává výpověď.